# Zegar (fresk Paola Uccella)
Zegar – obraz autorstwa renesansowego malarza Paola Uccella.
Fresk został wykonany na wewnętrznej stronie fasady katedry Santa Maria del Fiore we Florencji. Zegar stanowi oryginalną dekorację z okresu quattrocenta. Ma jedną wskazówkę (zgodnie z ówczesnym zwyczajem) w kształcie gwiazdy i wskazuje jedną z 24 godzin doby. Kierunek ruchu jest przeciwny do przyjętego obecnie. Godzina 24 znajduje się na dole. W narożnikach Uccello techniką fresku, umieścił wizerunki czterech proroków lub ewangelistów. Obecnie identyfikacja postaci jest niemożliwa. 